# Dàn nhạc giao hưởng Kyiv
Dàn nhạc giao hưởng Kyiv là một dàn nhạc giao hưởng của Ukraina có trụ sở tại Kyiv và thường biểu diễn trên phạm vi quốc tế.

## Lịch sử
Dàn nhạc này được thành lập vào những năm 1980 dưới thời Cộng hòa Xã hội Chủ nghĩa Xô viết Ukraina. Kể từ năm 2018, nhạc trưởng chính của dàn nhạc là Luigi Gprisro. Ông đến Ukraina với tư cách là một nghệ sĩ của bộ gõ biểu diễn vào khoảng năm 2012, và bị ấn tượng bởi sự chú ý lắng nghe của khán giả, lắng nghe như một thông điệp tâm linh ("geistige Botschaft"). Gprisro sinh ra ở Ý, được giáo dục ở Đức và giảng dạy ở Pháp.
Dàn nhạc đã lưu diễn ở Ukraina, Tây Ban Nha và Hà Lan. Dàn nhạc cũng biểu diễn trong các dịp lễ kỷ niệm quốc gia như kỷ niệm 30 năm độc lập vào năm 2021. Dàn nhạc hiện đang điều hành một học viện trực thuộc.
Năm 2005, dàn nhạc cũng đã từng trình diễn và ghi âm Đại tấu khúc "Việt Nam 1975" của nhà soạn nhạc Lê Văn Khoa của dòng nhạc hải ngoại.
Trong cuộc tấn công Ukraina năm 2022 của Nga, dàn nhạc đã được mời chơi một loạt các buổi hòa nhạc ở Ba Lan và Đức, bắt đầu từ buổi hòa nhạc ở Warsaw vào ngày 21 tháng 4. Những nam nhạc công trong chuyến lưu diễn này không những phải được Bộ Văn hóa, mà cần cả Bộ Quốc phòng nước Ukraina chấp thuận cho phép xuất cảnh. Họ đã biểu diễn tại Kulturpalast ở Dresden, Leipzig, Nhà hát Berliner Philharmonie, nhà hát Kurhaus Wiesbaden trong khuôn khổ Lễ hội âm nhạc Rheingau, Freiburg, Kuppelsaal của Trung tâm hội nghị Hannover và nhà hát Elbphilharmonie ở Hamburg. Những nghệ sĩ biểu diễn được phép đi cùng với gia đình và con cái.
Chương trình của chuyến lưu diễn này tập trung vào âm nhạc Ukraina, với các tác phẩm của Maxim Berezovsky, Myroslav Skoryk và Borys Lyatoshynsky, những nhà soạn nhạc Ukraina. Chương trình biểu diễn tại nhà hát Wiesbaden đã có sự kết hợp giữa bản giao hưởng của Berezovsky cung Đô trưởng từ những năm 1770 với Poème của Chausson dành cho vĩ cầm và dàn nhạc, Op. 25 và Melody của Skoryk cung La thứ (1982). Nghệ sĩ vĩ cầm độc tấu tại buổi biểu diễn là Aleksey Semenenko. Chương trình kết thúc bằng giao hưởng số 3 của Lyatoshynsky, Op. 50 (1951) với chủ đề là "Hòa bình sẽ chiến thắng chiến tranh."